# Районы Челябинска

Районы города Челябинск

Город Челябинск и соответствующий ему городской округ с внутригородским делением делится на 7 внутригородских районов.
В рамках административно-территориального устройства является городом областного значения.
В рамках местного самоуправления, город составляет муниципальное образование Челябинский городской округ с внутригородским делением или город Челябинск с единственным населённым пунктом в его составе.
Районы города являются внутригородскими муниципальными образованиями со статусом внутригородских районов.

## Внутригородские районы
|    | Карта | Внутригородской район   | Площадь, км² | Население, чел. | Код ОКАТО  | Код ОКТМО  | Дата образования |
| -- | ----- | ----------------------- | ------------ | --------------- | ---------- | ---------- | ---------------- |
| 1. |       | Калининский район       | 48           | ↗228 656        | 75 401 364 | 75 701 310 | 9 декабря 1970   |
| 2. |       | Курчатовский район      | 60           | ↘223 032        | 75 401 366 | 75 701 315 | 15 августа 1985  |
| 3. |       | Ленинский район         | 75           | ↘187 977        | 75 401 368 | 75 701 320 | 3 ноября 1935    |
| 4. |       | Металлургический район  | 106          | ↘128 506        | 75 401 372 | 75 701 330 | 22 февраля 1946  |
| 5. |       | Советский район         | 78           | ↘134 541        | 75 401 376 | 75 701 370 | 10 сентября 1937 |
| 6. |       | Тракторозаводский район | 70           | ↘178 520        | 75 401 380 | 75 701 380 | 10 января 1937   |
| 7. |       | Центральный район       | 44           | ↘101 285        | 75 401 386 | 75 701 390 | 1935             |

## Микрорайоны
В черте города находятся посёлки (микрорайоны): Бабушкина, Градский прииск, Дмитрия Донского, Каштак, Мебельный, им. Маяковского, Миасский, Новосинеглазовский, Первоозёрный, Першино, Плановый, Смолинский, Сосновка, Сухомесово, Урицкого, Фёдоровка, Чурилово, Шершни, Локомотивный, Баландино, Шагол и другие.

## История
3 ноября 1935 года в Челябинске были образованы Ленинский, Кировский и Сталинский районы. 10 января 1937 года из Ленинского был выделен Тракторозаводский район. 10 сентября 1937 года создан Советский район. К 1939 году город делился на 5 районов: Кировский, Ленинский, Советский, Сталинский и Тракторозаводский районы.
22 февраля 1946 года на севере города был образован Металлургический район.
К 1959 году вместо Кировского района появился Железнодорожный район, позже упразднённый.
10 ноября 1961 года Сталинский район был переименован в Центральный.
9 декабря 1970 года за счёт разукрупнения Центрального и Советского районов был выделен Калининский район.
15 августа 1985 года в северо-западной части города создали седьмой, Курчатовский район.